# Windmill

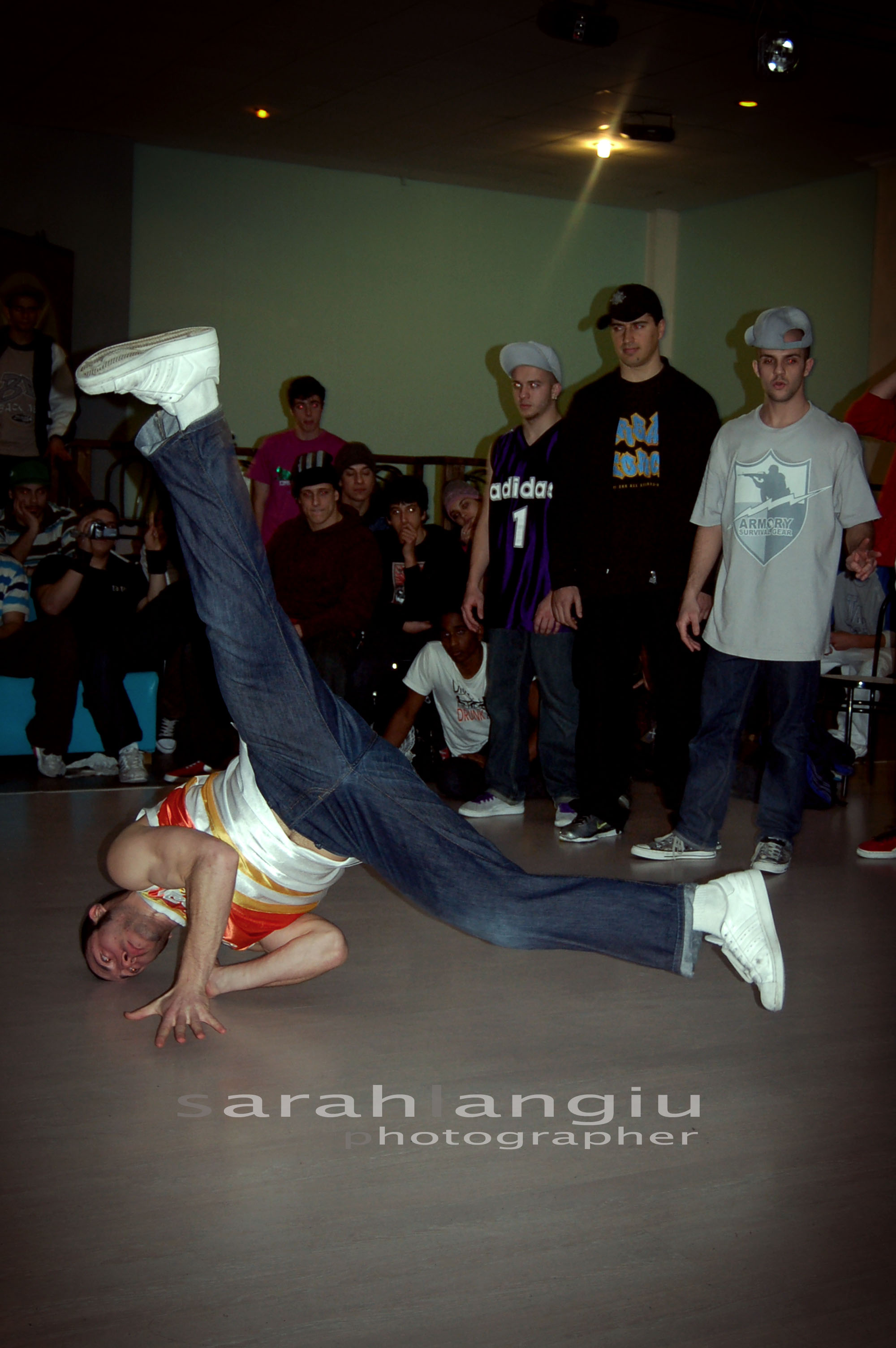
De windmill

Een windmill is een basisbeweging in het breakdancen. Vanuit deze draaiende beweging (waarbij je je benen te allen tijde uit elkaar moet houden) kun je naar ingewikkelde bewegingen, zoals Flares, Headspins en Airtracks.
De beweging is het makkelijkst uit te voeren als je op een arm steunt (die je in je buik zet, net als bij crickets of baby-freezes) en vanuit daar naar je rug rolt. Hierbij houd je je benen wijd, waarna je weer opduwt naar de oorspronkelijke positie. Dit herhaal je, zodat het een soepele draaiende vorm geeft.
De beweging vergt veel oefening, de gemiddelde breakdancer (met ongeveer 2 keer in de week training) zal er 2 à 3 maanden over doen om deze beweging onder de knie te krijgen.
Allerhande variaties zijn mogelijk vanuit de Windmill. Denk hierbij aan Handcuffs (dezelfde beweging met de handen achter je rug "gebonden", je rolt dan op je schouders), Barrels, Halo's en Supermans. Wil je deze bewegingen meester worden, zul je de Windmill eerst absoluut moeten beheersen.